# Fingig
Fingig (lb. Féngeg) – wieś w południowo-zachodnim Luksemburgu, w gminie Käerjeng, w kantonie Capellen. Do 3 października 2015 leżała w dystrykcie Luksemburg. Wieś zamieszkuje 419 osób.